# HD 161178
HD 161178，又名BD+72 800，SAO 8862、HR 6606，是一颗恒星，视星等为5.86，位于銀經103.38，銀緯31.35，其B1900.0坐标为赤經17h 39m 2.4s，赤緯+72° 31.35′ 30″。